# Gagal
 Gagal è un comune del Ciad situata nel dipartimento di Gagal, provincia di Mayo-Kebbi Ovest.
È capoluogo del dipartimento.